# Xysticus daisetsuzanus
Xysticus daisetsuzanus är en spindelart som beskrevs av Ono 1988. Xysticus daisetsuzanus ingår i släktet Xysticus och familjen krabbspindlar. Inga underarter finns listade i Catalogue of Life.